# Phạm Thiên Thư
Phạm Thiên Thư, tên khai sinh là Phạm Kim Long (sinh ngày 1 tháng 1 năm 1940), là một nhà thơ Việt Nam. Ông từng đi tu và rồi hoàn tục, nên có kiến thức khá thâm thúy về đạo Phật. Ông được coi là "người thi hóa kinh Phật" (dịch kinh Phật ra thơ) và là tác giả của nhiều bài thơ phảng phất triết lý mà ông đã tin theo. Nhiều thơ của ông được nhạc sĩ Phạm Duy phổ nhạc, và trở nên phổ biến trong công chúng, có thể kể đến Ngày xưa Hoàng Thị, Đưa em tìm động hoa vàng, các bài Đạo ca...

## Tiểu sử
Phạm Thiên Thư sinh tại Lạc Viên, Hải Phòng trong một gia đình Đông y. Năm 1943-1951, ông sống ở trang trại Đá Trắng, Chi Ngãi, Hải Dương. Năm 1954 cho đến nay, ông cư ngụ ở Sài Gòn (nay là Thành phố Hồ Chí Minh).
Từ 1964–1973, ông là tu sĩ Phật giáo, làm thơ. Trong năm 1973, ông đoạt giải nhất văn chương toàn quốc với tác phẩm Hậu truyện Kiều – Đoạn trường Vô Thanh.
Năm 1973–2000, ông nghiên cứu, sáng lập và truyền bá môn dưỡng sinh Điện công Phathata (viết tắt chữ Pháp – Thân – Tâm).

## Tác phẩm đã in
- Thơ Phạm Thiên Thư (1968)
- Kinh Ngọc (thi hoá Kinh Kim Cương)
- Động Hoa Vàng (thơ, 1971)
- Đạo ca (nhạc Phạm Duy)
- Hậu Kiều – Đoạn Trường Vô Thanh (1972)
- Kinh thơ (thi hoá Kinh Pháp Cú)
- Quyên Từ Độ Bỏ Thôn Đoài (thơ)
- Kinh Hiếu (thi hóa kinh)
- Kinh Hiền (thi hoá Kinh Hiền Ngu, gồm 12.000 câu lục bát)
- Ngày xưa người tình (thơ)
- Trại Hoa Đỉnh Đồi (thơ, 1975)
- Thơ Phạm Thiên Thư (Nhà xuất bản Đồng Nai tái bản)
- Tự điển cười (24.000 bài tứ tuyệt tiếu liệu pháp)
- Vua núi vua nước (tức Sơn Tinh Thủy tinh, Nhà xuất bản Văn hóa Thông tin, 2003).

## Cõi thơ Phạm Thiên Thư
Trong bài Phạm Thiên Thư, người thi hóa kinh Phật, Hà Thi viết:
Nhà thơ họ Phạm này tuy xuất hiện khá muộn (1968), nhưng cũng đã đóng góp vào văn học khá nhiều tác phẩm, đặc biệt là những thi phẩm ở dạng khá độc đáo: thơ đạo! Một trong những tác phẩm ấy của Phạm Thiên Thư đã được giải thưởng Văn Học Toàn Quốc (Việt Nam Cộng Hoà) vào năm 1973 (tác phẩm Đoạn Trường Vô Thanh). Một số thơ của ông được phổ thành ca khúc đã mang lại một số đông công chúng yêu thích thơ ông: Em lễ chùa này, Ngày Xưa Hoàng Thị, Động Hoa Vàng, Gọi Em Là Đóa Hoa Sầu... Thơ Phạm Thiên Thư cứ vấn vít nửa đời nửa đạo thật khác thường, làm cho độc giả ngẩn ngơ, bất ngờ... Thế giới thi ca Phạm Thiên Thư giúp chúng ta khám phá thêm những cửa ngõ mới lạ, phong phú về tôn giáo, tình yêu và thiên nhiên.
Hoàng Nguyên Vũ trong bài Cõi lạ Phạm Thiên Thư còn cho biết thêm:
Nhà thơ Phạm Thiên Thư sinh trong một gia đình bố mẹ làm nghề bốc thuốc nhưng thích thơ văn. Tuổi thơ của ông khá êm đềm. Những điều đó chỉ cho ông được những tiền đề thuận lợi, nhưng để một tài thơ bật hẳn lên thì phải là từ năm 1958, sau một biến động của cuộc đời...
Chuyện là ông có nhóm bạn thơ họa Hồ Quý Ly, tụ tập đàn đúm thơ phú đêm ngày. Thấy đám văn nghệ sĩ này cứ "ương ương dở dở", cảnh sát Việt Nam Cộng Hoà đã vây bắt. Ông phải ẩn tu vào một ngôi chùa. Đi tu, thực ra với ông không hẳn là tìm một chốn nương náu, mà ông ngộ ra một điều, ông đã tự tìm cho mình một cõi riêng, một kiểu tu hành riêng...
Ông viết Động hoa vàng những ngày đầu ngấm giáo lý nhà Phật, như đánh dấu mình vào một cõi của chính mình trong thi đàn. Dĩ nhiên, Động hoa vàng chưa hẳn là tác phẩm xuất sắc nhất trong đời viết của Phạm Thiên Thư, nhưng nó đã làm nên một "thương hiệu" của Phạm Thiên Thư. Những câu thơ đẩy cái đạo đời bềnh bồng trên cõi Phật, làm hiện hữu cái cuộc đời đáng sống trên cái mênh mang bao la của phù vân hư ảo:
Đợi nhau tàn cuộc hoa này
Đành như cánh bướm đồi tây hững hờ
Tìm trang lệ ố hàng thơ
Chữ xưa quyên giục bây giờ chim đi...
Nhiều người đã cho rằng Phạm Thiên Thư đi tu mà lòng vẫn hướng về cõi tục. Ông chỉ cười: "Tôi tu theo cách của mình, tu để sống cuộc đời của mình, nuôi dưỡng lối tư duy và trí tuệ của mình". Quả thực là từ cõi Phật, ông đã làm được những điều đáng nể: thi hóa kinh Phật, sáng tác những thi phẩm hay và đẹp thuộc diện hiếm hoi trong văn học Việt Nam...Thơ của ông được nhiều người có tên tuổi trong giới và rất nhiều bạn đọc mến mộ...